# Bădești (Pietroșani), Argeș
Bădești este un sat în comuna Pietroșani din județul Argeș, Muntenia, România.